# یوس بیخستراتن
یوس بیخستراتن (به هلندی: Jos Biegstraaten) (۱۹۴۴–۲۰۱۸) پژوهشگر هلندی و رئیس «انجمن عمر خیام هلند» بود. او اولین کسی بود که دوستدارانِ خیام را در هلند گرد هم آورد و این جمع بعدها تبدیل به انجمنی رسمی شد. او همچنین عضو باشگاه عمر خیام در لندن بود.